# Wąsacz watermalski
Wąsacz watermalski, fr. Barbu du Watermael, język niderlandzki Watermaalse baardkriel - to bardzo małe kurki, których ojczyzną jest Watermael w Belgii, obecnie gmina miejska Regionu Stołecznego Brukseli Watermael-Boitsfort.
Zaprezentowano je raz pierwszy w 1922 roku w Belgii. W 1955 trafiły one do Niemiec, gdzie nie zdobyły dużej popularności, chociaż ten kraj słynie z hodowli karzełków. Mylone są z inną belgijską rasą wąsaczem antwerpskim, mają podobną budowę.
Dorastają do wagi: kogut 600 g, kura; 500g. Postawa dumna, mocno wysklepiona pierś, kształty zaokrąglone. Skrzydła szerokie i długie opadają ku dołowi. Posiadają bujną i dużą brodę oraz baki. Kanciaste i uwydatnione przejście w ogon z grzbietu opadającego ku dołowi. Krótki, szeroki tułów zwężający się ku dołowi. Ogon średniej długości z szerokimi sterówkami, lekko zagiętymi sierpówkami głównymi i bocznymi sierpówkami. Skoki gładkie barwy grafitowej lub koloru jasnego mięsa, zależy od rodzaju upierzenia. Uda obficie opierzone, krótkie i mocno umięśnione. Grzebień różyczkowy u koguta dość duży i szeroki, u kury niewielki. Dzwonki i zausznice czerwone, zakryte brodą. Część twarzowa czerwona. Broda nie powinna zakrywać oczu, które są brązowe. Głowa duża i okrągła z czubem opadającym do tyłu.
Brodacze watermalskie to kurki ruchliwe, radosne i zadziorne. Koguty potrafią zaczepiać osobniki większe od siebie, potrafi także zaczepiać ludzi. Kurki nie są takie jak koguty, dosyć szybko się oswajają, potrafią jeść z ręki i wskakiwać na ramię. Brodacze watermalskie są zdolne do lotu i zajmują najwyższe miejsca w kurnikach. Kury znoszą rocznie 100-120 jaj o barwie biało-kremowej i wadze 35g. Brodacze występują w około 33 odmianach barwnych:
- przepiórcza (najpopularniejsza)
- niebiesko-przepiórcza
- srebrzysto-przepiórcza
- porcelanowa
- izabelowato-porcelanowa
- czerwono-porcelanowa
- cytrynowo-porcelanowa
- biało-cytrynowo-przepiórcza
- biało-żółto-przepiórcza
- srebrzysto-kuropatwiana
- kuroptwiana
- złotobrzozowe
- niebieskie złotobrzozowe
- brzozowe
- niebiesko brzozowe
- białe czarno gronostajowe
- białe niebiesko gronostajowe
- żółte czarno gronostajowe
- żółte niebiesko gronostajowe
- złotoszyje
- srebrnoszyje
- niebieskie złotoszyje
- niebieskie srebrnoszyje
- czerwone
- perłowe
- niebieskie
- czarne
- białe
- srebrno-porcelanowe
- pręgowane
- niebieskie nakrapiane
- czarne nakrapiane
- żółte nakrapiane.